# Адольф Андерсен
Карл Эрнст Адо́льф А́ндерсен (нім. Karl Ernst Adolf Anderssen; * 6 липня 1818, Бреслау (нині Вроцлав) — † 13 березня 1879, там само) — німецький шахіст, провідний шахіст Європи 1850—1860-х років, майстер комбінаційної гри, педагог, професор математики, доктор наук.
Андерсен не мав популярності в шахових колах до 1851 року, коли несподівано завоював перше місце в Лондоні на Першому міжнародному турнірі, з якого почалася сучасна шахова ера. Завдяки своїм успіхам був визнаний найсильнішим шахістом свого часу, проте 1858 року програв принциповий матч з Полом Морфі у Парижі, що істотно похитнуло його шаховий авторитет. Але після того, як Морфі зійшов зі сцени, Андерсен відновив репутацію найсильнішого шахіста у світі, здобувши перемогу на сильному турнірі в Лондоні (1862). 1866 року програв важкий матч Стейніцу з рахунком 6:8 (без урахування нічиєї), фактично передавши тому неофіційне звання чемпіона світу.
Партії Андерсена з Кізерицьким (Лондон, 1851) і Дюфренем (Берлін, 1852) увійшли в історію під епітетами «безсмертна» і «вічнозелена» — настільки сучасників приголомшила комбінаційна майстерність Андерсена.
Всупереч неодноразово висловлюваним у шахових підручниках і навіть у «Курсі шахових лекцій» п'ятого чемпіона світу Макса Ейве думок про відсутність у Андерсена позиційної гри, історик шахів Яків Нейштадт зазначав, що «позиційні гріхи Андерсена сильно перебільшені і припадають, здебільшого, на ранній період його творчості». Прикладом позиційного розуміння є партія з Луї Паульсеном у Відні (1873).

## Життєпис

### Ранній період
Адольф Андерсен народився в бідній сім'ї. Коли йому виповнилося 9 років, батько навчив його грати в шахи. Андерсен згадував, що найкраще вивчив гру на основі книги Вільяма Льюїса «50 партій між Лабурдонне і Макдоннеллом» (1835). Також він читав книги Філідора, Альґаєра і Мозеса Гіршеля. Навчаючись у гімназії святої Єлизавети рідного міста Бреслау, Андерсен малював у підручниках шахові діаграми, грав зі своїми друзями партії «за листуванням» під час уроків, що не завадило йому успішно закінчити гімназію. Потім навчався в університеті Бреслау, де здав державні іспити. Вчений ступінь отримував у Берліні, де й познайомився з сильними шахістами.
Андерсен став учителем німецької мови та математики у Фрідріх-гімназії рідного міста, а пізніше переїхав до міста Штольп (Померанія), де був домашнім учителем у сім'ї. Часом він їздив у столицю Пруссії, грав у кафе Гойзлера з шахістами Берлінської плеяди. Вже тоді представник плеяди Вільгельм Ганштейн передбачав, що Андерсен переможе всіх відомих майстрів.
За період до 1848 року збереглося більше відомостей про партії, в яких Андерсен поступився, ніж про ті, в яких переміг. Його суперники зазвичай зберігали свої перемоги, сам же Андерсен партії не записував.
У січні 1848 року, ще до від'їзду в Померанію, Андерсен провів у Бреслау матч зі знайомим йому з юних років земляком Даніелем Гаррвіцем. Гаррвіц був набагато досвідченішим — він грав в Англії і Франції з Говардом Стаунтоном і Ліонелем Кізерицьким та іншими відомими європейськими шахістами. Перед початком суперники зіграли партію наосліп — переміг Андерсен. Матч складався з 11 партій, проходив у рівній боротьбі, і за рахунку +5 -5 останню партію вирішили не грати, визнавши нічийний результат.

### Перший міжнародний турнір і «безсмертна» партія
Коли стало відомо, що 1851 року в Лондоні, під час Всесвітньої виставки, розпочнеться перший міжнародний шаховий турнір, Берлінське шахове товариство вирішило, що Пруссію представлятимуть Андерсен і Карл Маєт (Німеччину представляв і Бернгард Горвіц, який жив у столиці Англії). Андерсен відмовився від місця домашнього вчителя, переїхав до Берліна, кожного дня грав з Маєтом, Жаном Дюфренем і австрійцем Ернстом Фалькбеєром, а також з Максом Ланге. Зіграв з ними понад сто партій.
Перебуваючи в Лондоні, Андерсен так і не відвідав Всесвітню виставку, що проходила в Кришталевому палаці. Коли шахіста запитали, чому він цього не зробив, він відповів: «Я приїхав до Лондона, щоб грати в шахи».
|   | a | b | c | d | e | f | g | h |   |
| 8 | a8 чорна тура · c8 чорний слон · d8 чорний король · g8 чорний кінь · h8 чорна тура · a7 чорний пішак · d7 чорний пішак · f7 чорний пішак · g7 білий кінь · h7 чорний пішак · a6 чорний кінь · d6 білий слон · b5 чорний пішак · d5 білий кінь · e5 білий пішак · h5 білий пішак · g4 білий пішак · d3 білий пішак · f3 білий ферзь · a2 білий пішак · c2 білий пішак · e2 білий король · a1 чорний ферзь · g1 чорний слон | a8 чорна тура · c8 чорний слон · d8 чорний король · g8 чорний кінь · h8 чорна тура · a7 чорний пішак · d7 чорний пішак · f7 чорний пішак · g7 білий кінь · h7 чорний пішак · a6 чорний кінь · d6 білий слон · b5 чорний пішак · d5 білий кінь · e5 білий пішак · h5 білий пішак · g4 білий пішак · d3 білий пішак · f3 білий ферзь · a2 білий пішак · c2 білий пішак · e2 білий король · a1 чорний ферзь · g1 чорний слон | a8 чорна тура · c8 чорний слон · d8 чорний король · g8 чорний кінь · h8 чорна тура · a7 чорний пішак · d7 чорний пішак · f7 чорний пішак · g7 білий кінь · h7 чорний пішак · a6 чорний кінь · d6 білий слон · b5 чорний пішак · d5 білий кінь · e5 білий пішак · h5 білий пішак · g4 білий пішак · d3 білий пішак · f3 білий ферзь · a2 білий пішак · c2 білий пішак · e2 білий король · a1 чорний ферзь · g1 чорний слон | a8 чорна тура · c8 чорний слон · d8 чорний король · g8 чорний кінь · h8 чорна тура · a7 чорний пішак · d7 чорний пішак · f7 чорний пішак · g7 білий кінь · h7 чорний пішак · a6 чорний кінь · d6 білий слон · b5 чорний пішак · d5 білий кінь · e5 білий пішак · h5 білий пішак · g4 білий пішак · d3 білий пішак · f3 білий ферзь · a2 білий пішак · c2 білий пішак · e2 білий король · a1 чорний ферзь · g1 чорний слон | a8 чорна тура · c8 чорний слон · d8 чорний король · g8 чорний кінь · h8 чорна тура · a7 чорний пішак · d7 чорний пішак · f7 чорний пішак · g7 білий кінь · h7 чорний пішак · a6 чорний кінь · d6 білий слон · b5 чорний пішак · d5 білий кінь · e5 білий пішак · h5 білий пішак · g4 білий пішак · d3 білий пішак · f3 білий ферзь · a2 білий пішак · c2 білий пішак · e2 білий король · a1 чорний ферзь · g1 чорний слон | a8 чорна тура · c8 чорний слон · d8 чорний король · g8 чорний кінь · h8 чорна тура · a7 чорний пішак · d7 чорний пішак · f7 чорний пішак · g7 білий кінь · h7 чорний пішак · a6 чорний кінь · d6 білий слон · b5 чорний пішак · d5 білий кінь · e5 білий пішак · h5 білий пішак · g4 білий пішак · d3 білий пішак · f3 білий ферзь · a2 білий пішак · c2 білий пішак · e2 білий король · a1 чорний ферзь · g1 чорний слон | a8 чорна тура · c8 чорний слон · d8 чорний король · g8 чорний кінь · h8 чорна тура · a7 чорний пішак · d7 чорний пішак · f7 чорний пішак · g7 білий кінь · h7 чорний пішак · a6 чорний кінь · d6 білий слон · b5 чорний пішак · d5 білий кінь · e5 білий пішак · h5 білий пішак · g4 білий пішак · d3 білий пішак · f3 білий ферзь · a2 білий пішак · c2 білий пішак · e2 білий король · a1 чорний ферзь · g1 чорний слон | a8 чорна тура · c8 чорний слон · d8 чорний король · g8 чорний кінь · h8 чорна тура · a7 чорний пішак · d7 чорний пішак · f7 чорний пішак · g7 білий кінь · h7 чорний пішак · a6 чорний кінь · d6 білий слон · b5 чорний пішак · d5 білий кінь · e5 білий пішак · h5 білий пішак · g4 білий пішак · d3 білий пішак · f3 білий ферзь · a2 білий пішак · c2 білий пішак · e2 білий король · a1 чорний ферзь · g1 чорний слон | 8 |
| 7 | a8 чорна тура · c8 чорний слон · d8 чорний король · g8 чорний кінь · h8 чорна тура · a7 чорний пішак · d7 чорний пішак · f7 чорний пішак · g7 білий кінь · h7 чорний пішак · a6 чорний кінь · d6 білий слон · b5 чорний пішак · d5 білий кінь · e5 білий пішак · h5 білий пішак · g4 білий пішак · d3 білий пішак · f3 білий ферзь · a2 білий пішак · c2 білий пішак · e2 білий король · a1 чорний ферзь · g1 чорний слон | a8 чорна тура · c8 чорний слон · d8 чорний король · g8 чорний кінь · h8 чорна тура · a7 чорний пішак · d7 чорний пішак · f7 чорний пішак · g7 білий кінь · h7 чорний пішак · a6 чорний кінь · d6 білий слон · b5 чорний пішак · d5 білий кінь · e5 білий пішак · h5 білий пішак · g4 білий пішак · d3 білий пішак · f3 білий ферзь · a2 білий пішак · c2 білий пішак · e2 білий король · a1 чорний ферзь · g1 чорний слон | a8 чорна тура · c8 чорний слон · d8 чорний король · g8 чорний кінь · h8 чорна тура · a7 чорний пішак · d7 чорний пішак · f7 чорний пішак · g7 білий кінь · h7 чорний пішак · a6 чорний кінь · d6 білий слон · b5 чорний пішак · d5 білий кінь · e5 білий пішак · h5 білий пішак · g4 білий пішак · d3 білий пішак · f3 білий ферзь · a2 білий пішак · c2 білий пішак · e2 білий король · a1 чорний ферзь · g1 чорний слон | a8 чорна тура · c8 чорний слон · d8 чорний король · g8 чорний кінь · h8 чорна тура · a7 чорний пішак · d7 чорний пішак · f7 чорний пішак · g7 білий кінь · h7 чорний пішак · a6 чорний кінь · d6 білий слон · b5 чорний пішак · d5 білий кінь · e5 білий пішак · h5 білий пішак · g4 білий пішак · d3 білий пішак · f3 білий ферзь · a2 білий пішак · c2 білий пішак · e2 білий король · a1 чорний ферзь · g1 чорний слон | a8 чорна тура · c8 чорний слон · d8 чорний король · g8 чорний кінь · h8 чорна тура · a7 чорний пішак · d7 чорний пішак · f7 чорний пішак · g7 білий кінь · h7 чорний пішак · a6 чорний кінь · d6 білий слон · b5 чорний пішак · d5 білий кінь · e5 білий пішак · h5 білий пішак · g4 білий пішак · d3 білий пішак · f3 білий ферзь · a2 білий пішак · c2 білий пішак · e2 білий король · a1 чорний ферзь · g1 чорний слон | a8 чорна тура · c8 чорний слон · d8 чорний король · g8 чорний кінь · h8 чорна тура · a7 чорний пішак · d7 чорний пішак · f7 чорний пішак · g7 білий кінь · h7 чорний пішак · a6 чорний кінь · d6 білий слон · b5 чорний пішак · d5 білий кінь · e5 білий пішак · h5 білий пішак · g4 білий пішак · d3 білий пішак · f3 білий ферзь · a2 білий пішак · c2 білий пішак · e2 білий король · a1 чорний ферзь · g1 чорний слон | a8 чорна тура · c8 чорний слон · d8 чорний король · g8 чорний кінь · h8 чорна тура · a7 чорний пішак · d7 чорний пішак · f7 чорний пішак · g7 білий кінь · h7 чорний пішак · a6 чорний кінь · d6 білий слон · b5 чорний пішак · d5 білий кінь · e5 білий пішак · h5 білий пішак · g4 білий пішак · d3 білий пішак · f3 білий ферзь · a2 білий пішак · c2 білий пішак · e2 білий король · a1 чорний ферзь · g1 чорний слон | a8 чорна тура · c8 чорний слон · d8 чорний король · g8 чорний кінь · h8 чорна тура · a7 чорний пішак · d7 чорний пішак · f7 чорний пішак · g7 білий кінь · h7 чорний пішак · a6 чорний кінь · d6 білий слон · b5 чорний пішак · d5 білий кінь · e5 білий пішак · h5 білий пішак · g4 білий пішак · d3 білий пішак · f3 білий ферзь · a2 білий пішак · c2 білий пішак · e2 білий король · a1 чорний ферзь · g1 чорний слон | 7 |
| 6 | a8 чорна тура · c8 чорний слон · d8 чорний король · g8 чорний кінь · h8 чорна тура · a7 чорний пішак · d7 чорний пішак · f7 чорний пішак · g7 білий кінь · h7 чорний пішак · a6 чорний кінь · d6 білий слон · b5 чорний пішак · d5 білий кінь · e5 білий пішак · h5 білий пішак · g4 білий пішак · d3 білий пішак · f3 білий ферзь · a2 білий пішак · c2 білий пішак · e2 білий король · a1 чорний ферзь · g1 чорний слон | a8 чорна тура · c8 чорний слон · d8 чорний король · g8 чорний кінь · h8 чорна тура · a7 чорний пішак · d7 чорний пішак · f7 чорний пішак · g7 білий кінь · h7 чорний пішак · a6 чорний кінь · d6 білий слон · b5 чорний пішак · d5 білий кінь · e5 білий пішак · h5 білий пішак · g4 білий пішак · d3 білий пішак · f3 білий ферзь · a2 білий пішак · c2 білий пішак · e2 білий король · a1 чорний ферзь · g1 чорний слон | a8 чорна тура · c8 чорний слон · d8 чорний король · g8 чорний кінь · h8 чорна тура · a7 чорний пішак · d7 чорний пішак · f7 чорний пішак · g7 білий кінь · h7 чорний пішак · a6 чорний кінь · d6 білий слон · b5 чорний пішак · d5 білий кінь · e5 білий пішак · h5 білий пішак · g4 білий пішак · d3 білий пішак · f3 білий ферзь · a2 білий пішак · c2 білий пішак · e2 білий король · a1 чорний ферзь · g1 чорний слон | a8 чорна тура · c8 чорний слон · d8 чорний король · g8 чорний кінь · h8 чорна тура · a7 чорний пішак · d7 чорний пішак · f7 чорний пішак · g7 білий кінь · h7 чорний пішак · a6 чорний кінь · d6 білий слон · b5 чорний пішак · d5 білий кінь · e5 білий пішак · h5 білий пішак · g4 білий пішак · d3 білий пішак · f3 білий ферзь · a2 білий пішак · c2 білий пішак · e2 білий король · a1 чорний ферзь · g1 чорний слон | a8 чорна тура · c8 чорний слон · d8 чорний король · g8 чорний кінь · h8 чорна тура · a7 чорний пішак · d7 чорний пішак · f7 чорний пішак · g7 білий кінь · h7 чорний пішак · a6 чорний кінь · d6 білий слон · b5 чорний пішак · d5 білий кінь · e5 білий пішак · h5 білий пішак · g4 білий пішак · d3 білий пішак · f3 білий ферзь · a2 білий пішак · c2 білий пішак · e2 білий король · a1 чорний ферзь · g1 чорний слон | a8 чорна тура · c8 чорний слон · d8 чорний король · g8 чорний кінь · h8 чорна тура · a7 чорний пішак · d7 чорний пішак · f7 чорний пішак · g7 білий кінь · h7 чорний пішак · a6 чорний кінь · d6 білий слон · b5 чорний пішак · d5 білий кінь · e5 білий пішак · h5 білий пішак · g4 білий пішак · d3 білий пішак · f3 білий ферзь · a2 білий пішак · c2 білий пішак · e2 білий король · a1 чорний ферзь · g1 чорний слон | a8 чорна тура · c8 чорний слон · d8 чорний король · g8 чорний кінь · h8 чорна тура · a7 чорний пішак · d7 чорний пішак · f7 чорний пішак · g7 білий кінь · h7 чорний пішак · a6 чорний кінь · d6 білий слон · b5 чорний пішак · d5 білий кінь · e5 білий пішак · h5 білий пішак · g4 білий пішак · d3 білий пішак · f3 білий ферзь · a2 білий пішак · c2 білий пішак · e2 білий король · a1 чорний ферзь · g1 чорний слон | a8 чорна тура · c8 чорний слон · d8 чорний король · g8 чорний кінь · h8 чорна тура · a7 чорний пішак · d7 чорний пішак · f7 чорний пішак · g7 білий кінь · h7 чорний пішак · a6 чорний кінь · d6 білий слон · b5 чорний пішак · d5 білий кінь · e5 білий пішак · h5 білий пішак · g4 білий пішак · d3 білий пішак · f3 білий ферзь · a2 білий пішак · c2 білий пішак · e2 білий король · a1 чорний ферзь · g1 чорний слон | 6 |
| 5 | a8 чорна тура · c8 чорний слон · d8 чорний король · g8 чорний кінь · h8 чорна тура · a7 чорний пішак · d7 чорний пішак · f7 чорний пішак · g7 білий кінь · h7 чорний пішак · a6 чорний кінь · d6 білий слон · b5 чорний пішак · d5 білий кінь · e5 білий пішак · h5 білий пішак · g4 білий пішак · d3 білий пішак · f3 білий ферзь · a2 білий пішак · c2 білий пішак · e2 білий король · a1 чорний ферзь · g1 чорний слон | a8 чорна тура · c8 чорний слон · d8 чорний король · g8 чорний кінь · h8 чорна тура · a7 чорний пішак · d7 чорний пішак · f7 чорний пішак · g7 білий кінь · h7 чорний пішак · a6 чорний кінь · d6 білий слон · b5 чорний пішак · d5 білий кінь · e5 білий пішак · h5 білий пішак · g4 білий пішак · d3 білий пішак · f3 білий ферзь · a2 білий пішак · c2 білий пішак · e2 білий король · a1 чорний ферзь · g1 чорний слон | a8 чорна тура · c8 чорний слон · d8 чорний король · g8 чорний кінь · h8 чорна тура · a7 чорний пішак · d7 чорний пішак · f7 чорний пішак · g7 білий кінь · h7 чорний пішак · a6 чорний кінь · d6 білий слон · b5 чорний пішак · d5 білий кінь · e5 білий пішак · h5 білий пішак · g4 білий пішак · d3 білий пішак · f3 білий ферзь · a2 білий пішак · c2 білий пішак · e2 білий король · a1 чорний ферзь · g1 чорний слон | a8 чорна тура · c8 чорний слон · d8 чорний король · g8 чорний кінь · h8 чорна тура · a7 чорний пішак · d7 чорний пішак · f7 чорний пішак · g7 білий кінь · h7 чорний пішак · a6 чорний кінь · d6 білий слон · b5 чорний пішак · d5 білий кінь · e5 білий пішак · h5 білий пішак · g4 білий пішак · d3 білий пішак · f3 білий ферзь · a2 білий пішак · c2 білий пішак · e2 білий король · a1 чорний ферзь · g1 чорний слон | a8 чорна тура · c8 чорний слон · d8 чорний король · g8 чорний кінь · h8 чорна тура · a7 чорний пішак · d7 чорний пішак · f7 чорний пішак · g7 білий кінь · h7 чорний пішак · a6 чорний кінь · d6 білий слон · b5 чорний пішак · d5 білий кінь · e5 білий пішак · h5 білий пішак · g4 білий пішак · d3 білий пішак · f3 білий ферзь · a2 білий пішак · c2 білий пішак · e2 білий король · a1 чорний ферзь · g1 чорний слон | a8 чорна тура · c8 чорний слон · d8 чорний король · g8 чорний кінь · h8 чорна тура · a7 чорний пішак · d7 чорний пішак · f7 чорний пішак · g7 білий кінь · h7 чорний пішак · a6 чорний кінь · d6 білий слон · b5 чорний пішак · d5 білий кінь · e5 білий пішак · h5 білий пішак · g4 білий пішак · d3 білий пішак · f3 білий ферзь · a2 білий пішак · c2 білий пішак · e2 білий король · a1 чорний ферзь · g1 чорний слон | a8 чорна тура · c8 чорний слон · d8 чорний король · g8 чорний кінь · h8 чорна тура · a7 чорний пішак · d7 чорний пішак · f7 чорний пішак · g7 білий кінь · h7 чорний пішак · a6 чорний кінь · d6 білий слон · b5 чорний пішак · d5 білий кінь · e5 білий пішак · h5 білий пішак · g4 білий пішак · d3 білий пішак · f3 білий ферзь · a2 білий пішак · c2 білий пішак · e2 білий король · a1 чорний ферзь · g1 чорний слон | a8 чорна тура · c8 чорний слон · d8 чорний король · g8 чорний кінь · h8 чорна тура · a7 чорний пішак · d7 чорний пішак · f7 чорний пішак · g7 білий кінь · h7 чорний пішак · a6 чорний кінь · d6 білий слон · b5 чорний пішак · d5 білий кінь · e5 білий пішак · h5 білий пішак · g4 білий пішак · d3 білий пішак · f3 білий ферзь · a2 білий пішак · c2 білий пішак · e2 білий король · a1 чорний ферзь · g1 чорний слон | 5 |
| 4 | a8 чорна тура · c8 чорний слон · d8 чорний король · g8 чорний кінь · h8 чорна тура · a7 чорний пішак · d7 чорний пішак · f7 чорний пішак · g7 білий кінь · h7 чорний пішак · a6 чорний кінь · d6 білий слон · b5 чорний пішак · d5 білий кінь · e5 білий пішак · h5 білий пішак · g4 білий пішак · d3 білий пішак · f3 білий ферзь · a2 білий пішак · c2 білий пішак · e2 білий король · a1 чорний ферзь · g1 чорний слон | a8 чорна тура · c8 чорний слон · d8 чорний король · g8 чорний кінь · h8 чорна тура · a7 чорний пішак · d7 чорний пішак · f7 чорний пішак · g7 білий кінь · h7 чорний пішак · a6 чорний кінь · d6 білий слон · b5 чорний пішак · d5 білий кінь · e5 білий пішак · h5 білий пішак · g4 білий пішак · d3 білий пішак · f3 білий ферзь · a2 білий пішак · c2 білий пішак · e2 білий король · a1 чорний ферзь · g1 чорний слон | a8 чорна тура · c8 чорний слон · d8 чорний король · g8 чорний кінь · h8 чорна тура · a7 чорний пішак · d7 чорний пішак · f7 чорний пішак · g7 білий кінь · h7 чорний пішак · a6 чорний кінь · d6 білий слон · b5 чорний пішак · d5 білий кінь · e5 білий пішак · h5 білий пішак · g4 білий пішак · d3 білий пішак · f3 білий ферзь · a2 білий пішак · c2 білий пішак · e2 білий король · a1 чорний ферзь · g1 чорний слон | a8 чорна тура · c8 чорний слон · d8 чорний король · g8 чорний кінь · h8 чорна тура · a7 чорний пішак · d7 чорний пішак · f7 чорний пішак · g7 білий кінь · h7 чорний пішак · a6 чорний кінь · d6 білий слон · b5 чорний пішак · d5 білий кінь · e5 білий пішак · h5 білий пішак · g4 білий пішак · d3 білий пішак · f3 білий ферзь · a2 білий пішак · c2 білий пішак · e2 білий король · a1 чорний ферзь · g1 чорний слон | a8 чорна тура · c8 чорний слон · d8 чорний король · g8 чорний кінь · h8 чорна тура · a7 чорний пішак · d7 чорний пішак · f7 чорний пішак · g7 білий кінь · h7 чорний пішак · a6 чорний кінь · d6 білий слон · b5 чорний пішак · d5 білий кінь · e5 білий пішак · h5 білий пішак · g4 білий пішак · d3 білий пішак · f3 білий ферзь · a2 білий пішак · c2 білий пішак · e2 білий король · a1 чорний ферзь · g1 чорний слон | a8 чорна тура · c8 чорний слон · d8 чорний король · g8 чорний кінь · h8 чорна тура · a7 чорний пішак · d7 чорний пішак · f7 чорний пішак · g7 білий кінь · h7 чорний пішак · a6 чорний кінь · d6 білий слон · b5 чорний пішак · d5 білий кінь · e5 білий пішак · h5 білий пішак · g4 білий пішак · d3 білий пішак · f3 білий ферзь · a2 білий пішак · c2 білий пішак · e2 білий король · a1 чорний ферзь · g1 чорний слон | a8 чорна тура · c8 чорний слон · d8 чорний король · g8 чорний кінь · h8 чорна тура · a7 чорний пішак · d7 чорний пішак · f7 чорний пішак · g7 білий кінь · h7 чорний пішак · a6 чорний кінь · d6 білий слон · b5 чорний пішак · d5 білий кінь · e5 білий пішак · h5 білий пішак · g4 білий пішак · d3 білий пішак · f3 білий ферзь · a2 білий пішак · c2 білий пішак · e2 білий король · a1 чорний ферзь · g1 чорний слон | a8 чорна тура · c8 чорний слон · d8 чорний король · g8 чорний кінь · h8 чорна тура · a7 чорний пішак · d7 чорний пішак · f7 чорний пішак · g7 білий кінь · h7 чорний пішак · a6 чорний кінь · d6 білий слон · b5 чорний пішак · d5 білий кінь · e5 білий пішак · h5 білий пішак · g4 білий пішак · d3 білий пішак · f3 білий ферзь · a2 білий пішак · c2 білий пішак · e2 білий король · a1 чорний ферзь · g1 чорний слон | 4 |
| 3 | a8 чорна тура · c8 чорний слон · d8 чорний король · g8 чорний кінь · h8 чорна тура · a7 чорний пішак · d7 чорний пішак · f7 чорний пішак · g7 білий кінь · h7 чорний пішак · a6 чорний кінь · d6 білий слон · b5 чорний пішак · d5 білий кінь · e5 білий пішак · h5 білий пішак · g4 білий пішак · d3 білий пішак · f3 білий ферзь · a2 білий пішак · c2 білий пішак · e2 білий король · a1 чорний ферзь · g1 чорний слон | a8 чорна тура · c8 чорний слон · d8 чорний король · g8 чорний кінь · h8 чорна тура · a7 чорний пішак · d7 чорний пішак · f7 чорний пішак · g7 білий кінь · h7 чорний пішак · a6 чорний кінь · d6 білий слон · b5 чорний пішак · d5 білий кінь · e5 білий пішак · h5 білий пішак · g4 білий пішак · d3 білий пішак · f3 білий ферзь · a2 білий пішак · c2 білий пішак · e2 білий король · a1 чорний ферзь · g1 чорний слон | a8 чорна тура · c8 чорний слон · d8 чорний король · g8 чорний кінь · h8 чорна тура · a7 чорний пішак · d7 чорний пішак · f7 чорний пішак · g7 білий кінь · h7 чорний пішак · a6 чорний кінь · d6 білий слон · b5 чорний пішак · d5 білий кінь · e5 білий пішак · h5 білий пішак · g4 білий пішак · d3 білий пішак · f3 білий ферзь · a2 білий пішак · c2 білий пішак · e2 білий король · a1 чорний ферзь · g1 чорний слон | a8 чорна тура · c8 чорний слон · d8 чорний король · g8 чорний кінь · h8 чорна тура · a7 чорний пішак · d7 чорний пішак · f7 чорний пішак · g7 білий кінь · h7 чорний пішак · a6 чорний кінь · d6 білий слон · b5 чорний пішак · d5 білий кінь · e5 білий пішак · h5 білий пішак · g4 білий пішак · d3 білий пішак · f3 білий ферзь · a2 білий пішак · c2 білий пішак · e2 білий король · a1 чорний ферзь · g1 чорний слон | a8 чорна тура · c8 чорний слон · d8 чорний король · g8 чорний кінь · h8 чорна тура · a7 чорний пішак · d7 чорний пішак · f7 чорний пішак · g7 білий кінь · h7 чорний пішак · a6 чорний кінь · d6 білий слон · b5 чорний пішак · d5 білий кінь · e5 білий пішак · h5 білий пішак · g4 білий пішак · d3 білий пішак · f3 білий ферзь · a2 білий пішак · c2 білий пішак · e2 білий король · a1 чорний ферзь · g1 чорний слон | a8 чорна тура · c8 чорний слон · d8 чорний король · g8 чорний кінь · h8 чорна тура · a7 чорний пішак · d7 чорний пішак · f7 чорний пішак · g7 білий кінь · h7 чорний пішак · a6 чорний кінь · d6 білий слон · b5 чорний пішак · d5 білий кінь · e5 білий пішак · h5 білий пішак · g4 білий пішак · d3 білий пішак · f3 білий ферзь · a2 білий пішак · c2 білий пішак · e2 білий король · a1 чорний ферзь · g1 чорний слон | a8 чорна тура · c8 чорний слон · d8 чорний король · g8 чорний кінь · h8 чорна тура · a7 чорний пішак · d7 чорний пішак · f7 чорний пішак · g7 білий кінь · h7 чорний пішак · a6 чорний кінь · d6 білий слон · b5 чорний пішак · d5 білий кінь · e5 білий пішак · h5 білий пішак · g4 білий пішак · d3 білий пішак · f3 білий ферзь · a2 білий пішак · c2 білий пішак · e2 білий король · a1 чорний ферзь · g1 чорний слон | a8 чорна тура · c8 чорний слон · d8 чорний король · g8 чорний кінь · h8 чорна тура · a7 чорний пішак · d7 чорний пішак · f7 чорний пішак · g7 білий кінь · h7 чорний пішак · a6 чорний кінь · d6 білий слон · b5 чорний пішак · d5 білий кінь · e5 білий пішак · h5 білий пішак · g4 білий пішак · d3 білий пішак · f3 білий ферзь · a2 білий пішак · c2 білий пішак · e2 білий король · a1 чорний ферзь · g1 чорний слон | 3 |
| 2 | a8 чорна тура · c8 чорний слон · d8 чорний король · g8 чорний кінь · h8 чорна тура · a7 чорний пішак · d7 чорний пішак · f7 чорний пішак · g7 білий кінь · h7 чорний пішак · a6 чорний кінь · d6 білий слон · b5 чорний пішак · d5 білий кінь · e5 білий пішак · h5 білий пішак · g4 білий пішак · d3 білий пішак · f3 білий ферзь · a2 білий пішак · c2 білий пішак · e2 білий король · a1 чорний ферзь · g1 чорний слон | a8 чорна тура · c8 чорний слон · d8 чорний король · g8 чорний кінь · h8 чорна тура · a7 чорний пішак · d7 чорний пішак · f7 чорний пішак · g7 білий кінь · h7 чорний пішак · a6 чорний кінь · d6 білий слон · b5 чорний пішак · d5 білий кінь · e5 білий пішак · h5 білий пішак · g4 білий пішак · d3 білий пішак · f3 білий ферзь · a2 білий пішак · c2 білий пішак · e2 білий король · a1 чорний ферзь · g1 чорний слон | a8 чорна тура · c8 чорний слон · d8 чорний король · g8 чорний кінь · h8 чорна тура · a7 чорний пішак · d7 чорний пішак · f7 чорний пішак · g7 білий кінь · h7 чорний пішак · a6 чорний кінь · d6 білий слон · b5 чорний пішак · d5 білий кінь · e5 білий пішак · h5 білий пішак · g4 білий пішак · d3 білий пішак · f3 білий ферзь · a2 білий пішак · c2 білий пішак · e2 білий король · a1 чорний ферзь · g1 чорний слон | a8 чорна тура · c8 чорний слон · d8 чорний король · g8 чорний кінь · h8 чорна тура · a7 чорний пішак · d7 чорний пішак · f7 чорний пішак · g7 білий кінь · h7 чорний пішак · a6 чорний кінь · d6 білий слон · b5 чорний пішак · d5 білий кінь · e5 білий пішак · h5 білий пішак · g4 білий пішак · d3 білий пішак · f3 білий ферзь · a2 білий пішак · c2 білий пішак · e2 білий король · a1 чорний ферзь · g1 чорний слон | a8 чорна тура · c8 чорний слон · d8 чорний король · g8 чорний кінь · h8 чорна тура · a7 чорний пішак · d7 чорний пішак · f7 чорний пішак · g7 білий кінь · h7 чорний пішак · a6 чорний кінь · d6 білий слон · b5 чорний пішак · d5 білий кінь · e5 білий пішак · h5 білий пішак · g4 білий пішак · d3 білий пішак · f3 білий ферзь · a2 білий пішак · c2 білий пішак · e2 білий король · a1 чорний ферзь · g1 чорний слон | a8 чорна тура · c8 чорний слон · d8 чорний король · g8 чорний кінь · h8 чорна тура · a7 чорний пішак · d7 чорний пішак · f7 чорний пішак · g7 білий кінь · h7 чорний пішак · a6 чорний кінь · d6 білий слон · b5 чорний пішак · d5 білий кінь · e5 білий пішак · h5 білий пішак · g4 білий пішак · d3 білий пішак · f3 білий ферзь · a2 білий пішак · c2 білий пішак · e2 білий король · a1 чорний ферзь · g1 чорний слон | a8 чорна тура · c8 чорний слон · d8 чорний король · g8 чорний кінь · h8 чорна тура · a7 чорний пішак · d7 чорний пішак · f7 чорний пішак · g7 білий кінь · h7 чорний пішак · a6 чорний кінь · d6 білий слон · b5 чорний пішак · d5 білий кінь · e5 білий пішак · h5 білий пішак · g4 білий пішак · d3 білий пішак · f3 білий ферзь · a2 білий пішак · c2 білий пішак · e2 білий король · a1 чорний ферзь · g1 чорний слон | a8 чорна тура · c8 чорний слон · d8 чорний король · g8 чорний кінь · h8 чорна тура · a7 чорний пішак · d7 чорний пішак · f7 чорний пішак · g7 білий кінь · h7 чорний пішак · a6 чорний кінь · d6 білий слон · b5 чорний пішак · d5 білий кінь · e5 білий пішак · h5 білий пішак · g4 білий пішак · d3 білий пішак · f3 білий ферзь · a2 білий пішак · c2 білий пішак · e2 білий король · a1 чорний ферзь · g1 чорний слон | 2 |
| 1 | a8 чорна тура · c8 чорний слон · d8 чорний король · g8 чорний кінь · h8 чорна тура · a7 чорний пішак · d7 чорний пішак · f7 чорний пішак · g7 білий кінь · h7 чорний пішак · a6 чорний кінь · d6 білий слон · b5 чорний пішак · d5 білий кінь · e5 білий пішак · h5 білий пішак · g4 білий пішак · d3 білий пішак · f3 білий ферзь · a2 білий пішак · c2 білий пішак · e2 білий король · a1 чорний ферзь · g1 чорний слон | a8 чорна тура · c8 чорний слон · d8 чорний король · g8 чорний кінь · h8 чорна тура · a7 чорний пішак · d7 чорний пішак · f7 чорний пішак · g7 білий кінь · h7 чорний пішак · a6 чорний кінь · d6 білий слон · b5 чорний пішак · d5 білий кінь · e5 білий пішак · h5 білий пішак · g4 білий пішак · d3 білий пішак · f3 білий ферзь · a2 білий пішак · c2 білий пішак · e2 білий король · a1 чорний ферзь · g1 чорний слон | a8 чорна тура · c8 чорний слон · d8 чорний король · g8 чорний кінь · h8 чорна тура · a7 чорний пішак · d7 чорний пішак · f7 чорний пішак · g7 білий кінь · h7 чорний пішак · a6 чорний кінь · d6 білий слон · b5 чорний пішак · d5 білий кінь · e5 білий пішак · h5 білий пішак · g4 білий пішак · d3 білий пішак · f3 білий ферзь · a2 білий пішак · c2 білий пішак · e2 білий король · a1 чорний ферзь · g1 чорний слон | a8 чорна тура · c8 чорний слон · d8 чорний король · g8 чорний кінь · h8 чорна тура · a7 чорний пішак · d7 чорний пішак · f7 чорний пішак · g7 білий кінь · h7 чорний пішак · a6 чорний кінь · d6 білий слон · b5 чорний пішак · d5 білий кінь · e5 білий пішак · h5 білий пішак · g4 білий пішак · d3 білий пішак · f3 білий ферзь · a2 білий пішак · c2 білий пішак · e2 білий король · a1 чорний ферзь · g1 чорний слон | a8 чорна тура · c8 чорний слон · d8 чорний король · g8 чорний кінь · h8 чорна тура · a7 чорний пішак · d7 чорний пішак · f7 чорний пішак · g7 білий кінь · h7 чорний пішак · a6 чорний кінь · d6 білий слон · b5 чорний пішак · d5 білий кінь · e5 білий пішак · h5 білий пішак · g4 білий пішак · d3 білий пішак · f3 білий ферзь · a2 білий пішак · c2 білий пішак · e2 білий король · a1 чорний ферзь · g1 чорний слон | a8 чорна тура · c8 чорний слон · d8 чорний король · g8 чорний кінь · h8 чорна тура · a7 чорний пішак · d7 чорний пішак · f7 чорний пішак · g7 білий кінь · h7 чорний пішак · a6 чорний кінь · d6 білий слон · b5 чорний пішак · d5 білий кінь · e5 білий пішак · h5 білий пішак · g4 білий пішак · d3 білий пішак · f3 білий ферзь · a2 білий пішак · c2 білий пішак · e2 білий король · a1 чорний ферзь · g1 чорний слон | a8 чорна тура · c8 чорний слон · d8 чорний король · g8 чорний кінь · h8 чорна тура · a7 чорний пішак · d7 чорний пішак · f7 чорний пішак · g7 білий кінь · h7 чорний пішак · a6 чорний кінь · d6 білий слон · b5 чорний пішак · d5 білий кінь · e5 білий пішак · h5 білий пішак · g4 білий пішак · d3 білий пішак · f3 білий ферзь · a2 білий пішак · c2 білий пішак · e2 білий король · a1 чорний ферзь · g1 чорний слон | a8 чорна тура · c8 чорний слон · d8 чорний король · g8 чорний кінь · h8 чорна тура · a7 чорний пішак · d7 чорний пішак · f7 чорний пішак · g7 білий кінь · h7 чорний пішак · a6 чорний кінь · d6 білий слон · b5 чорний пішак · d5 білий кінь · e5 білий пішак · h5 білий пішак · g4 білий пішак · d3 білий пішак · f3 білий ферзь · a2 білий пішак · c2 білий пішак · e2 білий король · a1 чорний ферзь · g1 чорний слон | 1 |
|   | a | b | c | d | e | f | g | h |   |

Турнір проходив за системою «на вибування». Андерсену в першому колі належало битися з сильним суперником — Кізерицьким. Матч проходив до двох перемог; Андерсен здобув дві необхідні перемоги, ще одна партія завершилася внічию. Кізерицький залишився, щоб проводити з учасниками турніру та іншими шахістами «легкі» (товариські) партії. Проти Андерсена він мав у них позитивний рахунок (9 перемог, 5 поразок, 2 нічиї), але найвідомішою стала одна з перемог Андерсена. Андерсен створив блискучу комбінацію, пожертвувавши слона, дві тури і ферзя. Мат відповідає найсуворішим вимогам задачної композиції. Короля і кожне поле його відступу атакує лише одна з трьох фігур, що залишились, жодна фігура не є зайвою.
Ця партія увійшла в історію як «безсмертна» (епітет належить Фалькбеєру). Діаграма одного з положень фігур у безсмертній партії містилась на німецькій грошовій купюрі вартістю 75 пфенігів.
У другому колі Андерсен знову грав проти сильного суперника — угорця Йожефа Сена. Якщо б матч, згідно з правилами першого кола, тривав до двох перемог, то Андерсен не зміг би виграти турнір, тому що перші дві партії він програв. Але тепер вже грали до чотирьох перемог, і наступні чотири партії Андерсен виграв.
Нарешті, в третьому колі Андерсен зустрівся з головним фаворитом — Говардом Стаунтоном, «некоронованим чемпіоном», якого після перемоги над П'єром де Сент-Аманом визнали найкращим шахістом Європи, а значить, і світу, оскільки американські шахісти приєдналися до європейських тільки після знаменитого «турне» Пола Морфі. Стаунтон зазнав поразки з рахунком 4:1.
У фінальному матчі Андерсен переміг Мармадюка Вайвілла з рахунком 4:2. Він одержав срібний кубок та 183 фунти. Одержавши приз за перемогу в турнірі, Андерсен віддав третину грошей Йожефу Сену. Коли вони дізналися про свій матч один проти одного, то домовилися, що так вчинять, якщо один з них виграє турнір.
Стаунтон, який програв навіть матч за третє місце Вільямсу (+3-4=1), не міг не переживати через результат турніру. Він вклав у його організацію стільки сил, а в підсумку його перестали вважати найкращим шахістом світу. При цьому треба було залишатися гостинним господарем свята.
Андерсен так писав про переможеного суперника:
|  | Оригінальний текст (англ.) Якщо Стаунтон не проявив на турнірі своєї колишньої сили, то це тільки тому, що він трохи відвик від серйозної гри, бо протягом багатьох років мав справу з суперниками, яким давав фору ... ... Поразки зовсім не впливали на спокій, веселість, люб'язність мого супротивника. Я ніколи не помічав у ньому жодного сліду досади ... Це ознака визначного гравця. |

Регламент містив умову, згідно з якою переможець зобов'язаний був прийняти від кожного учасника турніру виклик на матч із 21 партії, якщо виклик буде здійснено не пізніше, ніж через дві доби, і якщо той, хто зробив його, внесе 100 фунтів стерлінгів. Стаунтон не став зволікати і, таким чином, отримав можливість зіграти довгий матч-реванш. Андерсен, звісно ж, погодився, але поставив одну умову — почати цей матч не пізніше 21 липня і завершити впродовж місяця. Справа в тому, що після неминучих урочистостей на батьківщині Андерсен збирався повернутися в Бреслау і стати вчителем німецької мови та математики в місцевій гімназії. Стаунтон же пропонував, через своє нездужання, відкласти матч на три або чотири місяці. Це порушувало плани Андерсена; матч у підсумку не відбувся.
Коли все стало остаточно ясно, прихильники Стаунтона, а потім і він сам, стали стверджувати, що успіх Андерсена викликаний удачею, збігом обставин. Відгукнулася і німецька преса. Лондонський кореспондент однієї з газет єхидно зауважив: «Якщо пан Стаунтон справді хворий, то звісно ж, не надлишком скромності». Андерсен у цій полеміці участі не брав. Нездужання не завадило Стаунтону по закінченні турніру провести матч з Карлом Янішем, який запізнився, і виграти з рахунком +7-2=1.
Ще залишаючись в англійській столиці, Андерсен взяв участь у турнірі, організованому Лондонським шаховим клубом, який конкурував з Сент-Джорджським, що проводив перший міжнародний турнір. Цей турнір проходив за коловою системою. Андерсен набрав сім з половиною очок з восьми, випередивши Кізерицького, Горвіца, Гаррвіца та інших. З Лондона він відвіз одразу два перших призи, хоча другий і не був таким значним, як приз Сент-Джорджського клубу (невипадково названий Великим).
На батьківщині Андерсена чекали святкування, його оголосили шаховим королем. Художник Ретті написав портрет, шахові клуби називали його ім'ям.

### Після перемоги на лондонському турнірі

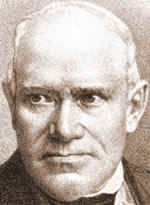
Адольф Андерсен

Через рік Андерсен зіграв у Берліні товариську партію з Дюфренем, яку Вільгельм Стейніц назвав «вічнозеленою в лавровому вінку знаменитих німецьких майстрів». Михайло Чигорін оцінив комбінацію, яка завершила партію, як «одну з найбільш блискучих комбінацій, які колись зустрічалися в практичних партіях знаменитих гравців».
Переможець пожертвував ферзя, туру і обох коней; оскільки після жертви тури взято чорного коня, то це є втратою якості; вже немає повної відповідності суворим правилам задачної композиції, тому що непожертвувана тура не беру участі у фіналі, хоча комбінацію почала саме вона. Однак замість неї одне з полів відступу атакує пішак, а головне — білі, якими грав Андерсен, самі можуть одержати мат в один хід. Але це неможливо завдяки постійним шахам, спочатку з жертвами, потім — без. І неможливо уникнути мату з боку білих.
Шість років після перемоги на лондонському турнірі, заглибившись у педагогічну роботу, ставши професором математики в університеті Бреслау, Андерсен грав тільки товариські партії — в Берліні, Лейпцигу та Бреслау. З-поміж партій, зіграних після «вічнозеленої», на найбільшу увагу заслуговує партія з Маєтом (1855). Маєт не прийняв жертви і здав уже зовсім безнадійну для нього партію, цим самим перешкодивши Андерсену провести ефектну комбінацію, яка, втім, наводиться у коментарях — чорні перебували в цугцвангу.
Підсумки Манчестерського турніру (1857) не дозволили дійти якихось висновків. Короткий турнір за участю восьми гравців проводився за кубковою системою, і Андерсен зіграв лише дві партії — переміг Гаррвіца, потім програв Йоганну Левенталю. Від серпня 1857 року до приїзду в Париж у грудні 1858 року він взагалі не грав у шахи.

### Матч з Морфі
Отримавши двотижневу відпустку, Андерсен приїхав до Парижа, бо стало відомо, що юний Пол Морфі прибув до Європи і перемагає найкращих майстрів Старого Світу. Американець у вересні виграв матч-парі у Гаррвіца, після чого роздав частину отриманого виграшу всім хто робив ставки, хто на це погодився, а інші гроші витратив на оплату дорожніх витрат Андерсена, про чиє бажання грати з ним Морфі знав. Чекаючи на Андерсена, Морфі проводив товариські та консультаційні (з партнером проти двох суперників) партії та партії на фору.
Матч Андерсена і Морфі проходив у готелі Breuteuil, де жив Морфі. Першу партію виграв Андерсен, друга завершилася внічию, але потім Морфі виграв п'ять партій поспіль і цим вирішив результат матчу. Матч, який складався з 11 партій, тривав тиждень; 22 і 25 грудня було зіграно по дві партії. Завершивши поєдинок, Андерсен і Морфі зіграли шість «легких» партій, домовившись застосовувати тільки королівський гамбіт. Андерсен виграв одну партію, Морфі — п'ять.
У матчі з Морфі, граючи білими, Андерсен тричі почав партію ходом 1. а3, що призвело до виникнення дебюту Андерсена, який, втім, не використовують у сучасних турнірах. Сам Андерсен пізніше назвав хід 1. а3 «божевільним».
Свою поразку від Морфі з рахунком -2 +7 =2 (як і з Гаррвіцем, Морфі грав до семи перемог) Андерсен пояснив перевагою суперника, не намагаючись пояснити її поганою формою, хворобою чи випадковістю…".

### Повернення в «некороновані чемпіони»
Ця поразка повернула Андерсена до активної гри. Від 1859 року він успішно провів матчі зі своїми співвітчизниками — Маєтом у Берліні (+14=2), Б. Зуле в Бреслау (+27-13=8), Дюфренем у Берліні (+4), А. Карстаньєном у Кельні (+7-3=1), Ф. Гіршфельдом у Берліні (+14-10=5).
На рівних проходила гра з молодим уродженцем Словаччини Іґнацом Колішом. Вперше Андерсен зустрівся з ним у Парижі в 1860 році і зіграв унічию (+6-6) серію «легких» партій. Повноцінний матч до чотирьох перемог пройшов через рік у Лондоні. Андерсен переміг з рахунком +4-3=2, вигравши останню вирішальну партію.
Влітку 1862 року в Лондоні відбувся другий міжнародний турнір, знову приурочений до Всесвітньої виставки. Його організував Йоганн Левенталь, який жив в Англії. Запрошення отримали Морфі, Андерсен, срібний призер Першого американського шахового конгресу і переможець бристольського турніру (1861) Луї Паульсен, Коліш, Гаррвіц, Яніш, Сергій Урусов, Тассіло фон Гейдебранд унд дер Лаза і навіть Сент-Аман, який припинив виступати і виїхав до Алжиру. З-поміж запрошених приїхали тільки Андерсен і Паульсен. Двома іншими іноземними учасниками стали Стейніц, а також італієць Серафіно Дюбуа (незапрошені шахісти могли подавати заявки). Турнір проходив за коловою системою. Андерсен переміг, обійшовши на одне очко Паульсена, вигравши 11 партій і програвши одну. Він вперше зустрівся зі Стейніцом, який посів шосте місце, і виграв у того партію. Того ж року він став доктором наук, за заслуги, а не шляхом захисту дисертації.
Невдовзі після турніру Андерсен зіграв перший з трьох своїх матчів з Паульсеном. Матч завершився внічию (+3-3=2). Якщо після тріумфу Морфі в Європі його називали найкращим шахістом світу, то тепер Морфі відмовлявся від виступів. Паульсен і Коліш хотіли зіграти з ним матч, але він відхилив їхні виклики. І «некоронованим чемпіоном» знову стали вважати Андерсена.

### Матч зі Стейніцом
Між тим, Стейніц грав усе успішніше. І в липні — серпні 1866 року в Лондоні відбувся його матч з Андерсеном до восьми перемог. Зазвичай стриманий Андерсен сказав, що Стейніц навряд чи зможе виграти навіть одну партію. У першій партії переміг Андерсен, але потім Стейніц виграв чотири партії поспіль. Здавалося, що доля матчу вирішена, однак тепер Андерсен виграв чотири партії поспіль. Рахунок став +5-4 на його користь .
За рахунку +6-6 Стейніц виграв дві партії, а разом з ними і матч. Обидва суперники грали в однаковому комбінаційному стилі, за винятком однієї партії, яку виграв Андерсен.

### Третій і четвертий міжнародні турніри
У Андерсена з'явився учень — уродженець Любліна і житель Бреслау Йоганн Герман Цукерторт. Їхній матч, у якому переміг Андерсен з рахунком +8-3=1, носив, швидше, товариський характер. Разом вони редагували журнал «Neue Berliner Schachzeitung» (Цукерторт переїхав до Берліна, де займався не лише шаховою журналістикою).
1867 року Андерсен, якого нікому було замінити в університеті, не зміг взяти участь у третьому (паризькому) міжнародному турнірі. Переміг Коліш, друге місце посів мало кому відомий Шимон Вінавер, а Стейніц — лише третє. На думку Якова Нейштадта, у шахах тоді настало міжцарів'я..
Через три роки пройшов міжнародний турнір у Баден-Бадені, віце-президентом якого був І. С. Тургенев. Переміг Андерсен, двічі обігравши Стейніца, який посів друге місце. Це була його вже третя перемога на міжнародному турнірі, а в єдиному, де Андерсен не здобув перемоги, він не брав участі. «Старі суперники Андерсена один за іншим йшли зі сцени, він же продовжував битися, і притому з великим успіхом!» — захоплювався Нейштадт.

### Останні роки життя

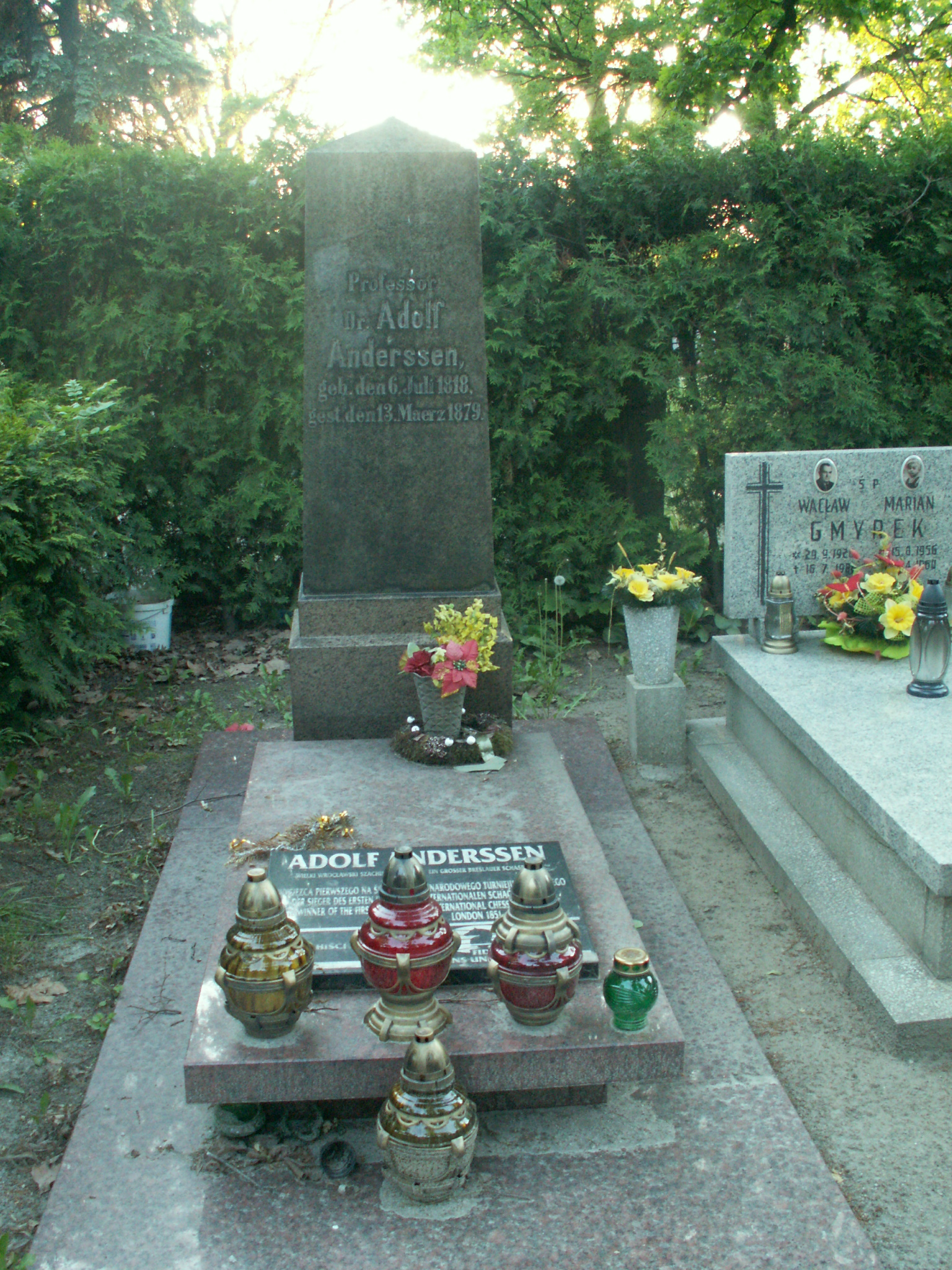
Могила Андерсена

Потім у шаховій кар'єрі Андерсена настав спад. Через рік він програв свій другий матч Цукерторту з рахунком +2-5. У 1873 році на великому і дуже довгому турнірі у Відні Андерсен одержав третій приз (першим був Стейніц). Результат був дуже непоганим — вісім виграних матчів, два програних, один завершився внічию (+17-9=4, 19 очок з 30 можливих).
1876 року Андерсен виграв невеликий турнір у Лейпцигу, де Паульсен посів четверте місце. Друге і третє місця поділили шахісти не настільки високого рівня Карл Герінг і Карл Пітцель. Вони мали грати матч за другий приз (третій не видавався), але вважали за краще пожертвувати 120 марок на проведення матчу між Андерсеном і Паульсеном. Андерсен програв цей матч з рахунком -4+5=1 (3:0, 3:3, 4:3, після нічиї у восьмій партії Андерсен програв двічі, що й призвело до його загальної поразки). Десять партій матчу тривали впродовж п'яти днів. «Своїм суперникам він давав велику фору — роки», — написав Нейштадт. Андерсен був старший за Паульсена на 15 років, Стейніца — на 18, Цукерторта — на 24.
Через рік урочисто відзначали 50-річний ювілей шахової кар'єри Андерсена. У Лейпцигу пройшло свято Anderssen-Feier. Андерсену подарували зроблену з мармуру і коштовностей шахівницю з фігурами, що зображала позицію з його переможної партії в матчі зі Стаунтоном на першому міжнародному турнірі. В ювілейному турнірі переміг Паульсен, друге і третє місця поділили Андерсен з Цукертортом. Вигравши додаткову партію, Андерсен одержав другий приз. Того ж року Андерсен знову програв матч Паульсену (-3+5=1).
1878 року п'ятдесятидев'ятирічний Андерсен взяв участь у великому паризькому міжнародному турнірі і посів шосте місце. Переможцем турніру став Цукерторт, який виграв додатковий матч у Вінавера.
Останній турнір за участі Андерсена проходив у Франкфурті-на-Майні в липні — серпні того ж року. Він посів третє місце, а першим був Паульсен.
Наприкінці життя Андерсен мав серйозні проблеми з серцем, але продовжував і грати в шахи, і викладати. Університет і Фрідріх-гімназію, де він також читав лекції, Андерсен залишив лише незадовго до смерті.
Адольф Андерсен помер 13 березня 1879 року в своєму будинку від інфаркту міокарда. Під час бомбардувань Другої світової війни його могилу було зруйновано. Після війни Бреслау став частиною Польщі і був перейменований у Вроцлав. У 1957 році Польська Шахова Федерація вирішила перепоховати Андерсена в нову могилу на цвинтарі Особовіце.

## Стиль і теорія
Андерсен увійшов в історію шахів як головний представник комбінаційної школи. Його називали і називають шаховим романтиком.
Як писав Яків Нейштадт, «щоб протиставити вчення Стейніца комбінаційній школі, лідеру цієї школи приписували всі її недоліки». Борис Туров похмуро жартував: «Андерсена часто люблять уявляти таким-собі шаховим гусаром, який вміє тільки атакувати».
Сам Андерсен любив відому приказку «Найкращий захист — це атака!». Але атаку і наступну за нею комбінацію він у найбільш вдалих своїх партіях починав, домігшись переваги над суперником за допомогою захоплення центру і стратегічно важливих полів, досягши переваги у розвитку. Він вміло використовував не лише тактичні, але й позиційні помилки суперників.
Нейштадт писав, що жертва слона в «безсмертній партії» «має, швидше, позиційний характер».
На початку шахової кар'єри Андерсен нерідко дозволяв собі некоректні жертви, в пошуках красивої комбінації не завжди продовжував атаку найсильнішим чином. Але за тридцять років гри з найкращими тогочасними шахістами його стиль просто не міг не вдосконалюватися, стаючи більш різнобічним.
«Ахілесовою п'ятої Андерсена», зазначав Нейштадт, «була не позиційна гра, а його шаховий характер… Андерсен любив застосовувати сильнодійні засоби і часом спалював за собою мости… Андерсен не міг втриматися і переступав межу безпеки… Іншим недоліком Андерсена… стала відсутність терпіння в затяжних ендшпілях».
Що ж стосується позиційної гри, у шостій партії матчу зі Стейніцом лідер комбінаційної школи почав серію з чотирьох перемог, перегравши суперника стратегічно завдяки наступу на ферзевому фланзі. Партія з Паульсеном на віденському турнірі — це просто застосування методу Стейніца в дії, проте задовго до появи цього методу. У своїй монографії, присвяченій Андерсену, яка містить близько двохсот партій, Л. Бахман навів лише заключну комбінацію. «Між тим», на думку Нейштадта, «завершальна комбінація заслуговує на увагу… у зв'язку з попередньою грою. Всю партію з повним правом можна віднести до найкращих надбань Андерсена…».
У 1846 році Андерсен став редактором журналу «Schachzeitung der Berliner Schachgesellschaft» (після смерті його засновника Людвіга Бледова; згодом журнал став називатися «Deutshe Schachzeitung»). Обіймав цю посаду до 1865 року. Був співредактором «Neue Berliner Schachzeitung» (у 1864—1867 роках разом з Ґуставом Нойманом; у 1867-1871-х разом з Іоганном Германом Цукертортом), друкував там, а також у деяких інших виданнях, свої статті, нерідко аналізуючи в них дебюти.
Андерсена найбільше приваблювали близькі до його стилю гамбіти, а також напіввідкриті дебюти. Однак цікавила його й іспанська партія.
Він запропонував новаторський план боротьби з підривом пішакового центру у французькому захисті. Саме це відкриття Пауль Керес назвав у своїй монографії «атакою Андерсена».

## Шахова композиція
|   | a | b | c | d | e | f | g | h |   |
| 8 | d8 білий слон · e8 білий слон · h8 білий король · h7 чорний пішак · h6 чорний король · f3 білий пішак · h3 чорний пішак · h2 білий пішак | d8 білий слон · e8 білий слон · h8 білий король · h7 чорний пішак · h6 чорний король · f3 білий пішак · h3 чорний пішак · h2 білий пішак | d8 білий слон · e8 білий слон · h8 білий король · h7 чорний пішак · h6 чорний король · f3 білий пішак · h3 чорний пішак · h2 білий пішак | d8 білий слон · e8 білий слон · h8 білий король · h7 чорний пішак · h6 чорний король · f3 білий пішак · h3 чорний пішак · h2 білий пішак | d8 білий слон · e8 білий слон · h8 білий король · h7 чорний пішак · h6 чорний король · f3 білий пішак · h3 чорний пішак · h2 білий пішак | d8 білий слон · e8 білий слон · h8 білий король · h7 чорний пішак · h6 чорний король · f3 білий пішак · h3 чорний пішак · h2 білий пішак | d8 білий слон · e8 білий слон · h8 білий король · h7 чорний пішак · h6 чорний король · f3 білий пішак · h3 чорний пішак · h2 білий пішак | d8 білий слон · e8 білий слон · h8 білий король · h7 чорний пішак · h6 чорний король · f3 білий пішак · h3 чорний пішак · h2 білий пішак | 8 |
| 7 | d8 білий слон · e8 білий слон · h8 білий король · h7 чорний пішак · h6 чорний король · f3 білий пішак · h3 чорний пішак · h2 білий пішак | d8 білий слон · e8 білий слон · h8 білий король · h7 чорний пішак · h6 чорний король · f3 білий пішак · h3 чорний пішак · h2 білий пішак | d8 білий слон · e8 білий слон · h8 білий король · h7 чорний пішак · h6 чорний король · f3 білий пішак · h3 чорний пішак · h2 білий пішак | d8 білий слон · e8 білий слон · h8 білий король · h7 чорний пішак · h6 чорний король · f3 білий пішак · h3 чорний пішак · h2 білий пішак | d8 білий слон · e8 білий слон · h8 білий король · h7 чорний пішак · h6 чорний король · f3 білий пішак · h3 чорний пішак · h2 білий пішак | d8 білий слон · e8 білий слон · h8 білий король · h7 чорний пішак · h6 чорний король · f3 білий пішак · h3 чорний пішак · h2 білий пішак | d8 білий слон · e8 білий слон · h8 білий король · h7 чорний пішак · h6 чорний король · f3 білий пішак · h3 чорний пішак · h2 білий пішак | d8 білий слон · e8 білий слон · h8 білий король · h7 чорний пішак · h6 чорний король · f3 білий пішак · h3 чорний пішак · h2 білий пішак | 7 |
| 6 | d8 білий слон · e8 білий слон · h8 білий король · h7 чорний пішак · h6 чорний король · f3 білий пішак · h3 чорний пішак · h2 білий пішак | d8 білий слон · e8 білий слон · h8 білий король · h7 чорний пішак · h6 чорний король · f3 білий пішак · h3 чорний пішак · h2 білий пішак | d8 білий слон · e8 білий слон · h8 білий король · h7 чорний пішак · h6 чорний король · f3 білий пішак · h3 чорний пішак · h2 білий пішак | d8 білий слон · e8 білий слон · h8 білий король · h7 чорний пішак · h6 чорний король · f3 білий пішак · h3 чорний пішак · h2 білий пішак | d8 білий слон · e8 білий слон · h8 білий король · h7 чорний пішак · h6 чорний король · f3 білий пішак · h3 чорний пішак · h2 білий пішак | d8 білий слон · e8 білий слон · h8 білий король · h7 чорний пішак · h6 чорний король · f3 білий пішак · h3 чорний пішак · h2 білий пішак | d8 білий слон · e8 білий слон · h8 білий король · h7 чорний пішак · h6 чорний король · f3 білий пішак · h3 чорний пішак · h2 білий пішак | d8 білий слон · e8 білий слон · h8 білий король · h7 чорний пішак · h6 чорний король · f3 білий пішак · h3 чорний пішак · h2 білий пішак | 6 |
| 5 | d8 білий слон · e8 білий слон · h8 білий король · h7 чорний пішак · h6 чорний король · f3 білий пішак · h3 чорний пішак · h2 білий пішак | d8 білий слон · e8 білий слон · h8 білий король · h7 чорний пішак · h6 чорний король · f3 білий пішак · h3 чорний пішак · h2 білий пішак | d8 білий слон · e8 білий слон · h8 білий король · h7 чорний пішак · h6 чорний король · f3 білий пішак · h3 чорний пішак · h2 білий пішак | d8 білий слон · e8 білий слон · h8 білий король · h7 чорний пішак · h6 чорний король · f3 білий пішак · h3 чорний пішак · h2 білий пішак | d8 білий слон · e8 білий слон · h8 білий король · h7 чорний пішак · h6 чорний король · f3 білий пішак · h3 чорний пішак · h2 білий пішак | d8 білий слон · e8 білий слон · h8 білий король · h7 чорний пішак · h6 чорний король · f3 білий пішак · h3 чорний пішак · h2 білий пішак | d8 білий слон · e8 білий слон · h8 білий король · h7 чорний пішак · h6 чорний король · f3 білий пішак · h3 чорний пішак · h2 білий пішак | d8 білий слон · e8 білий слон · h8 білий король · h7 чорний пішак · h6 чорний король · f3 білий пішак · h3 чорний пішак · h2 білий пішак | 5 |
| 4 | d8 білий слон · e8 білий слон · h8 білий король · h7 чорний пішак · h6 чорний король · f3 білий пішак · h3 чорний пішак · h2 білий пішак | d8 білий слон · e8 білий слон · h8 білий король · h7 чорний пішак · h6 чорний король · f3 білий пішак · h3 чорний пішак · h2 білий пішак | d8 білий слон · e8 білий слон · h8 білий король · h7 чорний пішак · h6 чорний король · f3 білий пішак · h3 чорний пішак · h2 білий пішак | d8 білий слон · e8 білий слон · h8 білий король · h7 чорний пішак · h6 чорний король · f3 білий пішак · h3 чорний пішак · h2 білий пішак | d8 білий слон · e8 білий слон · h8 білий король · h7 чорний пішак · h6 чорний король · f3 білий пішак · h3 чорний пішак · h2 білий пішак | d8 білий слон · e8 білий слон · h8 білий король · h7 чорний пішак · h6 чорний король · f3 білий пішак · h3 чорний пішак · h2 білий пішак | d8 білий слон · e8 білий слон · h8 білий король · h7 чорний пішак · h6 чорний король · f3 білий пішак · h3 чорний пішак · h2 білий пішак | d8 білий слон · e8 білий слон · h8 білий король · h7 чорний пішак · h6 чорний король · f3 білий пішак · h3 чорний пішак · h2 білий пішак | 4 |
| 3 | d8 білий слон · e8 білий слон · h8 білий король · h7 чорний пішак · h6 чорний король · f3 білий пішак · h3 чорний пішак · h2 білий пішак | d8 білий слон · e8 білий слон · h8 білий король · h7 чорний пішак · h6 чорний король · f3 білий пішак · h3 чорний пішак · h2 білий пішак | d8 білий слон · e8 білий слон · h8 білий король · h7 чорний пішак · h6 чорний король · f3 білий пішак · h3 чорний пішак · h2 білий пішак | d8 білий слон · e8 білий слон · h8 білий король · h7 чорний пішак · h6 чорний король · f3 білий пішак · h3 чорний пішак · h2 білий пішак | d8 білий слон · e8 білий слон · h8 білий король · h7 чорний пішак · h6 чорний король · f3 білий пішак · h3 чорний пішак · h2 білий пішак | d8 білий слон · e8 білий слон · h8 білий король · h7 чорний пішак · h6 чорний король · f3 білий пішак · h3 чорний пішак · h2 білий пішак | d8 білий слон · e8 білий слон · h8 білий король · h7 чорний пішак · h6 чорний король · f3 білий пішак · h3 чорний пішак · h2 білий пішак | d8 білий слон · e8 білий слон · h8 білий король · h7 чорний пішак · h6 чорний король · f3 білий пішак · h3 чорний пішак · h2 білий пішак | 3 |
| 2 | d8 білий слон · e8 білий слон · h8 білий король · h7 чорний пішак · h6 чорний король · f3 білий пішак · h3 чорний пішак · h2 білий пішак | d8 білий слон · e8 білий слон · h8 білий король · h7 чорний пішак · h6 чорний король · f3 білий пішак · h3 чорний пішак · h2 білий пішак | d8 білий слон · e8 білий слон · h8 білий король · h7 чорний пішак · h6 чорний король · f3 білий пішак · h3 чорний пішак · h2 білий пішак | d8 білий слон · e8 білий слон · h8 білий король · h7 чорний пішак · h6 чорний король · f3 білий пішак · h3 чорний пішак · h2 білий пішак | d8 білий слон · e8 білий слон · h8 білий король · h7 чорний пішак · h6 чорний король · f3 білий пішак · h3 чорний пішак · h2 білий пішак | d8 білий слон · e8 білий слон · h8 білий король · h7 чорний пішак · h6 чорний король · f3 білий пішак · h3 чорний пішак · h2 білий пішак | d8 білий слон · e8 білий слон · h8 білий король · h7 чорний пішак · h6 чорний король · f3 білий пішак · h3 чорний пішак · h2 білий пішак | d8 білий слон · e8 білий слон · h8 білий король · h7 чорний пішак · h6 чорний король · f3 білий пішак · h3 чорний пішак · h2 білий пішак | 2 |
| 1 | d8 білий слон · e8 білий слон · h8 білий король · h7 чорний пішак · h6 чорний король · f3 білий пішак · h3 чорний пішак · h2 білий пішак | d8 білий слон · e8 білий слон · h8 білий король · h7 чорний пішак · h6 чорний король · f3 білий пішак · h3 чорний пішак · h2 білий пішак | d8 білий слон · e8 білий слон · h8 білий король · h7 чорний пішак · h6 чорний король · f3 білий пішак · h3 чорний пішак · h2 білий пішак | d8 білий слон · e8 білий слон · h8 білий король · h7 чорний пішак · h6 чорний король · f3 білий пішак · h3 чорний пішак · h2 білий пішак | d8 білий слон · e8 білий слон · h8 білий король · h7 чорний пішак · h6 чорний король · f3 білий пішак · h3 чорний пішак · h2 білий пішак | d8 білий слон · e8 білий слон · h8 білий король · h7 чорний пішак · h6 чорний король · f3 білий пішак · h3 чорний пішак · h2 білий пішак | d8 білий слон · e8 білий слон · h8 білий король · h7 чорний пішак · h6 чорний король · f3 білий пішак · h3 чорний пішак · h2 білий пішак | d8 білий слон · e8 білий слон · h8 білий король · h7 чорний пішак · h6 чорний король · f3 білий пішак · h3 чорний пішак · h2 білий пішак | 1 |
|   | a | b | c | d | e | f | g | h |   |

1.Ch5! Kp:h5 2.Kpg7 h6 3.Kpf6 Kph4 4.Kpg6#

Андерсен був і проблемістом, складачем шахових задач. Збірник «Задачі для шахістів» (нім. Aufgaben für Schachspieler) з 60 задач Андерсен випустив ще 1842 року. Згодом продовжував публікувати задачі в журналах, через рік після перемоги на першому міжнародному турнірі вийшло друге видання збірника.
Поряд з Болтоном і Бреде, Андерсен істотно вплинув на розвиток задачної композиції. Його задачі помітно, і в кращий бік, відрізнялися від тих, що зазвичай складалися тоді. Цікаво, що любитель у грі атаки і комбінацій відкидав форсовані завдання з безліччю жертв.
На наведеній діаграмі — одна з ідей, які відкрив Андерсен (ця тема носить його ім'я: мат Андерсена).

## Характер і особисте життя
Адольф Андерсен відзначався добрим характером, часто посміхався, але, якщо під час аналізу ним партії хтось із присутніх пропонував свій варіант, і той був неправильним, майстер міг відповісти досить різко. Захоплений, він нерідко вставав і продовжував аналіз, стоячи. Часто, аналізуючи і навіть граючи, він супроводжував свої та чужі ходи жартами (іноді грубуватими, але завжди добродушними). Однак, коли партія набувала складного характеру, Андерсен обхоплював голову руками, розраховуючи варіанти, стискав губи, куточки рота трохи тремтіли. Якщо партія проходила спокійно, він зазвичай брав у руку сигару. Фігури Андерсен пересував то тихо, майже безшумно, а, то навпаки, рвучко (це залежало від ходу партії).
Він грав не лише в шахи, але й у шашки, також вважаючись найкращим гравцем світу.
За спогадами Ернста Фалькбеєра, який добре знав Андерсена, чудова пам'ять шахіста проявлялася не лише в грі. Андерсен легко запам'ятовував шедеври давньогрецької літератури — причому не фрагментами, а повністю. Вирізнявся він і прекрасними математичними здібностями: без праці, спеціально не готуючись, розв'язував найскладніші задачі з геометрії.
Андерсен ніколи не був одружений. Він жив разом зі своєю матір'ю і своєю неодруженою сестрою.

## Турнірні результати
Джерела:
| Дата | Місто                                                 | Місце | Очки           | Нотатки |
| ---- | ----------------------------------------------------- | ----- | -------------- | --- |
| 1851 | Лондонський міжнародний турнір                        | 1     | 15/21          | Попереду таких шахістів, як: Мармадюк Вайвілл, Елайджа Вільямс, Говард Стаунтон, Йожеф Сен, Г'ю Александер Кеннеді, Бернгард Горвіц, Генрі Берд, Ліонель Кізерицький, Карл Маєт, Йоганн Левенталь, Едвард Леве, Альфред Броді, Джеймс Маклоу, Семюел Ньюем та Е. С. Кеннеді. Турнір на вибування, у якому учасники грали в кожному колі міні-матчі, від 2-х очок у трьох партіях у першому колі до 8-ми партій у фіналі. Андерсен переміг Кізерицького, Сена, Стаунтона і Вайвілла — його найвпертіший міні-матч закінчився з рахунком +4−2=1 у фіналі проти Вайвілла. |
| 1851 | Турнір Лондонського шахового клубу                    | 1     | 7½/8           | Попереду таких шахістів, як: Карл Маєргофер, Даніель Гаррвіц, Фредерік Дікон, Кізерицький, Горвіц, Сабо, Леве та Ерманн. Очевидно, задумувався як коловий турнір, але слабші гравці швидко вибули. |
| 1857 | Манчестер (Британська шахова асоціація)               | -     | 1/2            | Турнір на вибування серед 8 учасників, у якому кожен гравець грав по одній партії в кожному колі. Андерсен переміг Гаррвіца в першому колі, але програв Левенталю — в другому. Левенталь зіграв унічию у фіналі проти Семюеля Бодена, потім Боден завершив кар'єру. |
| 1862 | Лондонський міжнародний турнір                        | 1     | 12/13          | Попереду таких шахістів, як: Луї Паульсен, (11/13), Джон Овен (10/13), Джордж Алькок Макдоннелл, Серафіно Дюбуа, Вільгельм Стейніц та 8 інших. Один із перших успішних колових турнірів. |
| 1868 | Аахен (Західнонімецька шахова федерація)              | 1=    | 3/4 потім 0/1  | Андерсен і Макс Ланге поділили перше місце; порядок після плей-оф: (1) Ланге, (2) Андерссен; Вільфрід Паульсен, Йоганн Герман Цукерторт і Еміль Шаллопп. |
| 1869 | Гамбург (Північнонімецька шахова федерація)           | 1=    | 4/5 потім 1½/2 | Андерсен і Луї Паульсен поділили перше місце; порядок після плей-оф: (1) Андерссен, (2) Паульсен; Цукерторт, Йоганнес фон Мінквіц, Шаллопп і Александер Александер. |
| 1869 | Бармен (Західнонімецька шахова федерація)             | 1     | 5/5            | Попереду таких шахістів, як: Цукерторт, фон Мінквіц, Шаллопп, Вільфрід Паульсен і Ріхард Гайн. |
| 1870 | Баден-Баденський міжнародний турнір                   | 1     | 11/18          | Попереду таких шахістів, як: Стейніц, Ґустав Нойман, Джозеф Генрі Блекберн, Луї Паульсен, Сесіль Валентін Де Вер, Шимон Вінавер, Замуель Розенталь, фон Мінквіц і Адольф Штерн. |
| 1871 | Крефельд (Західнонімецька шахова федерація)           | 1=    | 4/5 потім 1/2  | Андерсен, фон Мінквіц і Луї Паульсен поділили перше місце; порядок після плей-оф: (1) Паульсен, (2) Андерссен, (3) Мінквіц; Карл Фітшель, Карл Ґерінґ і Вільфрід Паульсен. |
| 1871 | Лейпциг (Центральнонімецька шахова федерація)         | 1=    | 4½/5 потім 1/1 | Андерсен і Самуель Мізес поділили перше місце; потім Андерсен виграв гру плей-оф. |
| 1872 | Альтона (Північнонімецька шахова федерація)           | 1     | 3½/4           | Випередив таких шахістів, як Нойманн, Герінг, Шалопп і Пітшель. |
| 1873 | Віденський міжнародний турнір                         | 3     | 8½/11: 19/30   | Позаду Стейніца (10/11: 22½/25) і Блекберна; випередив таких шахістів, як: Розенталь (7½/11: 17/28), Луї Паульсен, Генрі Берд, Макс Фляйссіг, Йозеф Гераль, Філіпп Майтнер, Оскар Гельбфус, Адольф Шварц і Пітшель. Цей турнір мав дуже незвичну систему підрахунку очок: кожен гравець грав міні-матч з трьох партій зі всіма іншими гравцями і здобував 1 очко за виграний міні-матч і ½ — за нічийний. |
| 1876 | Лейпциг (Центральнонімецька шахова федерація)         | 1=    | 3½/5 потім 2/2 | Андерсен, Герінг і Пітшель поділили перше місце; результати після плей-оф: (1) Андерсен, (2=) Герінг і Пітшель; Луї Паульсен, Шалопп і Карл Бербер. |
| 1877 | Лейпциг (Центральнонімецька шахова федерація)         | 2=    | 8½/11          | Позаду Луї Паульсена (9/11); поділив друге місце з Цукертортом (8½/11); попереду таких гравців, як: Вінавер (7½/11), Герінг, Бертольд Енґліш, Шалопп та 5 інших. Цей турнір був спеціально присвячений 50-й річниці відтоді, як Андерсен вивчив шахові ходи. |
| 1878 | Франкфурт-на-Майні (Західнонімецька шахова федерація) | 3     | 6/9            | Позаду Луї Паульсена (8/9) і Адольфа Шварца (6½/9); попереду таких гравців, як Мінквіц (5/9), Вільфрід Паульсен (4½/9) та 5 інших. |
| 1878 | Паризький міжнародний турнір                          | 6     | 12½/22         | Андерсен нездужав. Перемогли Вінавер в Цукерторт. |

## Матчеві результати
Джерела:
| Дата      | Суперник                            | Результат | Місце       | Очки   | Очки     | Нотатки |
| --------- | ----------------------------------- | --------- | ----------- | ------ | -------- | --- |
| 1845      | Людвіг Бледов                       | Поразка   | Вроцлав     | ½/5    | +0=1–4   | Джерела наводять різний рахунок.                                                                                       |
| 1845–1846 | Тассіло фон Гейдебранд унд дер Лаза | Поразка   | Вроцлав     | 2/6    | +2=0–4   | |
| 1848      | Даніель Гаррвіц                     | Нічия     | Вроцлав     | 5/10   | +5=0–5   | |
| 1851      | Тассіло фон Гейдебранд унд дер Лаза | Поразка   | Вроцлав     | 5/15   | +?=?–?   | |
| 1851      | Карл Пітшель                        | Нічия     | Лейпциг     | 2/4    | +1=2–1   | |
| 1851      | Жан Дюфрень                         | Перемога  | Берлін      | 13/18  | +12=2–4  | |
| 1851      | Ернст Фалькбеєр                     | Перемога  | Берлін      | 4/5    | +4=0–1   | |
| 1851      | Карл Маєт                           | Перемога  | Берлін      | 4/4    | +4=0–0   | |
| 1851      | Едуард Єнай                         | Перемога  | Лондон      | 4½/8   | +?=?–?   | Casual games |
| 1851      | Ліонель Кізерицький                 | Поразка   | Лондон      | 6/16   | +5=2–9   | Casual games |
| 1851      | Йоганн Левенталь                    | Перемога  | Лондон      | 5½/8   | +5=1–2   | Casual games; джерела наводять різні результати: +5–1, +5–2 і +5–4 на користь Андерсена, і +4=1–3 на користь Левенталя |
| 1858      | Даніель Гаррвіц                     | Перемога  | Париж       | 4/6    | +3=2–1   | Джерела наводять різні результати: +3=3–1 і +2=2–1                                                                     |
| 1858      | Пол Морфі                           | Поразка   | Париж       | 3/11   | +2=2–7   | |
| 1858      | Пол Морфі                           | Поразка   | Париж       | 1/6    | +1=0–5   | Casual games |
| 1859      | Макс Ланге                          | Поразка   | Вроцлав     | 3½/8   | +3=1–4   | Casual games |
| 1859      | Карл Маєт                           | Перемога  | Берлін      | 7/8    | +7=0–1   | |
| 1859      | Жан Дюфрень                         | Перемога  | Берлін      | 4/4    | +4=0–0   | |
| 1859      | Бертольд Суле                       | Перемога  | Берлін      | 31/48  | +27=8–13 | Casual games |
| 1860      | Філіпп Гіршфельд                    | Перемога  | Берлін      | 16½/29 | +14=5–10 | |
| 1860      | Іґнац фон Коліш                     | Нічия     | Париж       | 5½/11  | +5=1–5   | |
| 1860      | Поль Журно                          | Перемога  | Париж       | 3½/5   | +3=1–1   | |
| 1860      | Жуль Арну де Рів'єр                 | Нічия     | Париж       | 2½/5   | +2=1–2   | |
| 1861      | Іґнац фон Коліш                     | Перемога  | Лондон      | 5/9    | +4=2–3   | |
| 1861      | Йоганн Левенталь                    | Перемога  | Лондон      | 2/3    | +2=0–1   | Casual games |
| 1862      | Луї Паульсен                        | Нічия     | Лондон      | 4/8    | +3=2–3   | |
| 1862      | Вільгельм Стейніц                   | Перемога  | Лондон      | 2/3    | +2=0–1   | Casual games |
| 1864      | Бертольд Суле                       | Нічия     | Берлін      | 4/8    | +3=2–3   | |
| 1865      | Карл Маєт                           | Перемога  | Берлін      | 5½/8   | +5=1–2   | |
| 1866      | Йоганнес Мінквіц                    | Перемога  | Берлін      | 8½/12  | +8=1–3   | |
| 1866      | Ґустав Нойман                       | Поразка   | Берлін      | 10/24  | +9=2–13  | |
| 1866      | Вільгельм Стейніц                   | Поразка   | Лондон      | 6/14   | +6=0–8   | |
| 1867      | Замуель Мізес                       | Перемога  | Вроцлав     | 4½/5   | +4=1–0   | |
| 1868      | Йоганн Герман Цукерторт             | Перемога  | Берлін      | 8½/12  | +8=1–3   | |
| 1870      | Луї Паульсен                        | Поразка   | Баден-Баден | ½/3    | +0=1–2   | |
| 1871      | Йоганн Герман Цукерторт             | Поразка   | Берлін      | 2/7    | +2=0–5   | |
| 1876      | Луї Паульсен                        | Поразка   | Лейпциг     | 4½/10  | +4=1–5   | |
| 1877      | Луї Паульсен                        | Поразка   | Лейпциг     | 3½/9   | +3=1–5   | |